# Havrebjerg Station
Havrebjerg Station er en tidligere dansk jernbanestation i Havrebjerg. Stationen lukkede ved køreplansskiftet 11. december 2011 samtidig med nabostationen i Løve.